# Nottingham Open 2006 - Qualificazioni singolare
Le qualificazioni del singolare  del Nottingham Open 2006 sono state un torneo di tennis preliminare per accedere alla fase finale della manifestazione. I vincitori dell'ultimo turno sono entrati di diritto nel tabellone principale. In caso di ritiro di uno o più giocatori aventi diritto a questi sono subentrati i lucky loser, ossia i giocatori che hanno perso nell'ultimo turno ma che avevano una classifica più alta rispetto agli altri partecipanti che avevano comunque perso nel turno finale.
Le qualificazioni del torneo Nottingham Open 2006 prevedevano 32 partecipanti di cui 4 sono entrati nel tabellone principale.

## Teste di serie
1. Danai Udomchoke (Qualificato)
2. Igor' Kunicyn (Qualificato)
3. Janko Tipsarević (Qualificato)
4. Lu Yen-hsun (secondo turno)

1. Iván Navarro (Qualificato)
2. Filip Prpic (secondo turno)
3. John-Paul Fruttero (secondo turno)
4. Jan Vacek (ultimo turno)

## Qualificati
1. Danai Udomchoke
2. Igor' Kunicyn

1. Janko Tipsarević
2. Iván Navarro

## Tabellone

### Legenda
| - Q = Qualificato - WC = Wild card - LL = Lucky loser | - ALT = Alternate - SE = Special Exempt - PR = Protected Ranking | - w/o = Walkover - r = Ritirato - d = Squalificato |

### Sezione 1
|  | Primo turno      | Primo turno      | Primo turno      | Primo turno | Primo turno |  |  | Secondo turno | Secondo turno   | Secondo turno   | Secondo turno | Secondo turno |   |   | Ultimo turno | Ultimo turno    | Ultimo turno | Ultimo turno | Ultimo turno |  |
|  |                  |                  |                  |             |             |  |  |               |                 |                 |               |               |   |   |              |                 |              |              |              |  |
|  |                  |                  |                  |             |             |  |  |               |                 |                 |               |               |   |   |              |                 |              |              |              |  |
|  |                  |                  |                  |             |             |  |  | 1             | Danai Udomchoke | Danai Udomchoke | 6             | 6             |   |   |              |                 |              |              |              |  |
|  | Edward Corrie    | Edward Corrie    | Edward Corrie    | 6           | 6           |  |  |               | Edward Corrie   | Edward Corrie   | 3             | 3             |   |   |              |                 |              |              |              |  |
|  | Daniel Smethurst | Daniel Smethurst | Daniel Smethurst | 2           | 2           |  |  |               |                 |                 |               |               |   |   | 1            | Danai Udomchoke | 6            | 3            | 6            |  |
|  | Jamie Baker      | Jamie Baker      | Jamie Baker      | 6           | 6           |  |  |               |                 |                 | Jamie Baker   | 4             | 6 | 1 |              |                 |              |              |              |  |
|  | Charles Crisp    | Charles Crisp    | Charles Crisp    | 1           | 3           |  |  |               | Jamie Baker     | Jamie Baker     | 6             | 6             |   |   |              |                 |              |              |              |  |
|  | 6                | Filip Prpic      | Filip Prpic      | 6           | 6           |  |  | 6             | Filip Prpic     | Filip Prpic     | 3             | 0             |   |   |              |                 |              |              |              |  |
|  |                  | David Rice       | David Rice       | 2           | 2           |  |  |               |                 |                 |               |               |   |   |              |                 |              |              |              |  |

### Sezione 2
|  | Primo turno   | Primo turno   | Primo turno   | Primo turno   | Primo turno |  |  | Secondo turno | Secondo turno | Secondo turno | Secondo turno | Secondo turno |    |   | Ultimo turno | Ultimo turno  | Ultimo turno | Ultimo turno | Ultimo turno |  |
|  |               |               |               |               |             |  |  |               |               |               |               |               |    |   |              |               |              |              |              |  |
|  |               |               |               |               |             |  |  |               |               |               |               |               |    |   |              |               |              |              |              |  |
|  |               |               |               |               |             |  |  | 2             | Igor' Kunicyn | Igor' Kunicyn | 7             | 6             |    |   |              |               |              |              |              |  |
|  | Todd Widom    | Todd Widom    | Todd Widom    | 6             | 6           |  |  |               | Todd Widom    | Todd Widom    | 65            | 3             |    |   |              |               |              |              |              |  |
|  | Elliot Chang  | Elliot Chang  | Elliot Chang  | 1             | 1           |  |  |               |               |               |               |               |    |   | 2            | Igor' Kunicyn | 3            | 7            | 6            |  |
|  | Neil Bamford  | Neil Bamford  | Neil Bamford  | Neil Bamford  | 4           |  |  |               |               | 8             | Jan Vacek     | 6             | 68 | 2 |              |               |              |              |              |  |
|  | Sean Thornley | Sean Thornley | Sean Thornley | Sean Thornley | 2r          |  |  |               | Neil Bamford  | Neil Bamford  | 63            | 2             |    |   |              |               |              |              |              |  |
|  | 8             | Jan Vacek     | Jan Vacek     | 6             | 6           |  |  | 8             | Jan Vacek     | Jan Vacek     | 7             | 6             |    |   |              |               |              |              |              |  |
|  |               | Colin Fleming | Colin Fleming | 4             | 1           |  |  |               |               |               |               |               |    |   |              |               |              |              |              |  |

### Sezione 3
|  | Primo turno     | Primo turno        | Primo turno        | Primo turno | Primo turno |  |  | Secondo turno | Secondo turno      | Secondo turno      | Secondo turno   | Secondo turno   |   |   | Ultimo turno | Ultimo turno     | Ultimo turno     | Ultimo turno | Ultimo turno |  |
|  |                 |                    |                    |             |             |  |  |               |                    |                    |                 |                 |   |   |              |                  |                  |              |              |  |
|  | 3               | Janko Tipsarević   | 4                  | 6           | 6           |  |  |               |                    |                    |                 |                 |   |   |              |                  |                  |              |              |  |
|  |                 | Ian Flanagan       | 6                  | 2           | 1           |  |  | 3             | Janko Tipsarević   | Janko Tipsarević   | 6               | 6               |   |   |              |                  |                  |              |              |  |
|  | Josh Goodall    | Josh Goodall       | Josh Goodall       | 6           | 7           |  |  |               | Josh Goodall       | Josh Goodall       | 3               | 4               |   |   |              |                  |                  |              |              |  |
|  | Jim Thomas      | Jim Thomas         | Jim Thomas         | 4           | 62          |  |  |               |                    |                    |                 |                 |   |   | 3            | Janko Tipsarević | Janko Tipsarević | 6            | 6            |  |
|  | Jonathan Marray | Jonathan Marray    | Jonathan Marray    | 6           | 6           |  |  |               |                    |                    | Jonathan Marray | Jonathan Marray | 3 | 2 |              |                  |                  |              |              |  |
|  | Iain Atkinson   | Iain Atkinson      | Iain Atkinson      | 4           | 0           |  |  |               | Jonathan Marray    | Jonathan Marray    | 6               | 6               |   |   |              |                  |                  |              |              |  |
|  | 7               | John-Paul Fruttero | John-Paul Fruttero | 6           | 6           |  |  | 7             | John-Paul Fruttero | John-Paul Fruttero | 4               | 3               |   |   |              |                  |                  |              |              |  |
|  |                 | Lewis Barnes       | Lewis Barnes       | 0           | 1           |  |  |               |                    |                    |                 |                 |   |   |              |                  |                  |              |              |  |

### Sezione 4
|  | Primo turno      | Primo turno      | Primo turno      | Primo turno | Primo turno |  |  | Secondo turno | Secondo turno    | Secondo turno    | Secondo turno | Secondo turno |   |   | Ultimo turno | Ultimo turno     | Ultimo turno     | Ultimo turno | Ultimo turno |  |
|  |                  |                  |                  |             |             |  |  |               |                  |                  |               |               |   |   |              |                  |                  |              |              |  |
|  | 4                | Lu Yen-hsun      | Lu Yen-hsun      | 7           | 6           |  |  |               |                  |                  |               |               |   |   |              |                  |                  |              |              |  |
|  |                  | Bjorn Rehnquist  | Bjorn Rehnquist  | 62          | 2           |  |  | 4             | Lu Yen-hsun      | Lu Yen-hsun      | 5             | 4             |   |   |              |                  |                  |              |              |  |
|  | Jacob Adaktusson | Jacob Adaktusson | Jacob Adaktusson | 6           | 6           |  |  |               | Jacob Adaktusson | Jacob Adaktusson | 7             | 6             |   |   |              |                  |                  |              |              |  |
|  | Daniel Cox       | Daniel Cox       | Daniel Cox       | 3           | 3           |  |  |               |                  |                  |               |               |   |   |              | Jacob Adaktusson | Jacob Adaktusson | 4            | 4            |  |
|  | Ross Hutchins    | Ross Hutchins    | Ross Hutchins    | 6           | 6           |  |  |               |                  | 5                | Iván Navarro  | Iván Navarro  | 6 | 6 |              |                  |                  |              |              |  |
|  | James Richardson | James Richardson | James Richardson | 0           | 3           |  |  |               | Ross Hutchins    | Ross Hutchins    | 3             | 4             |   |   |              |                  |                  |              |              |  |
|  | 5                | Iván Navarro     | Iván Navarro     | 6           | 6           |  |  | 5             | Iván Navarro     | Iván Navarro     | 6             | 6             |   |   |              |                  |                  |              |              |  |
|  |                  | Mat Lowe         | Mat Lowe         | 2           | 2           |  |  |               |                  |                  |               |               |   |   |              |                  |                  |              |              |  |